# Иенг Тирит
Ие́нг Ти́рит (урожденная Кхиеу; кхмер. អៀង ធីរិទ្ធ; 10 марта 1932, Баттамбанг — 22 августа 2015, Пайлин) — бывший камбоджийский политический деятель, член Коммунистической партии Кампучии, вдова бывшего министра иностранных дел Демократической Кампучии — Иенга Сари. Несмотря на то, что не была ни членом Постоянного комитета, ни ЦК КПК, являлась одной из наиболее влиятельных фигур движения «красных кхмеров». Занимала должность министра по социальной защите с октября 1975 до падения режима Пол Пота в январе 1979 года .
Приходилась родной сестрой ныне покойной Кхиеу Поннари, первой жене лидера «красных кхмеров» — Пол Пота, умершего своей смертью в 1998 году. Иенг Тирит и её муж были арестованы в ноябре 2007 года по решению международного трибунала ООН по делам Камбоджи по обвинениям в геноциде, военных преступлениях и преступлениях против человечности. Однако, в связи с ее заболеванием и последующей смертью, процесс не был доведен до конца.

## Биография
Кхиеу Тирит родилась 11 марта 1932 года в провинции Баттамбанг, что на северо-западе Камбоджи. Она происходила из относительно богатой и привилегированной семьи, и была второй дочерью местного судьи, который однако бросил свою семью в годы Второй мировой войны, и сбежал из Баттамбанга вместе с камбоджийской принцессой.
Она отправилась учиться Парижский университет вместе со своей сестрой, где изучала английскую литературу. Тирит стала первой женщиной Камбоджи, достигшей ученой степени в этой области. Кхиеу Тирит вышла замуж за Иенга Сари летом 1951 года и изменила своё имя на Иенг Тирит. Её старшая сестра, Кхиеу Поннари, позже стала женой Пол Пота. Обе сестры вместе со своими мужьями позже стали известны как «камбоджийская банда четырёх».
Иенг Тирит вернулась на родину в 1957 году. После захвата власти «красными кхмерами» и установления тоталитарного коммунистического режима стала одной из ключевых фигур в стране. С 1975 по 1979 год Тирит занимала должность министра по социальным делам и являлась руководителем общества Красного Креста в Демократической Кампучии, а также выполнила различные поручения своего мужа, который был министром иностранных дел Демократической Кампучии.
Тирит жила с мужем, Иенгом Сари, в роскошной вилле на 21-й улице, на юге Пномпеня.

### Трибунал
Иенг Тирит была арестована в ноябре 2007 года и предстала перед специальным трибуналом ООН по Камбодже в июне 2011 года. Она, а также остальные трое участников процесса проходили по делу о геноциде двух миллионов камбоджийцев в 1975—1979 годах режимом Пол Пота.
31 августа 2012 года прокурор заявил, что она неспособна предстать перед судом ни в данный момент, ни в обозримом будущем, вследствие чего нет никаких оснований держать её в заключении. Решение было мотивировано заболеванием обвиняемой — деменцией, которая скорее всего, является болезнью Альцгеймера. По словам экспертов, состояние женщины ухудшилось за последние несколько месяцев. Прокуроры рекомендовали приостановить судебное разбирательство в отношении Иенг Тирит, но обвинения в причастности к геноциду и преступлениям против человечности с неё сняты не будут. Они также потребовали определённых условий её освобождения: у неё не будет на руках паспорта, раз в неделю её местонахождение будут проверять, а дважды в год она должна будет проходить медицинское обследование.
Решение о её освобождении из-под стражи уже принималось в ноябре 2011 года: тогда её признали неспособной участвовать в судебном процессе и постановили отпустить из тюрьмы. Однако прокуроры обжаловали это решение, и в декабре 2011 года судьи решили оставить Иенг Тирит под стражей и провести лечение и медицинское обследование, чтобы точно установить, может ли она предстать перед судом.
Умерла в Камбодже 22 августа 2015 года в возрасте 83 лет от осложнений заболевания.